# عامر گوجاک
عامر گوجاک (بوسنیایی: Amer Gojak؛ متولد ۱۳ فوریه ۱۹۹۷) یک فوتبالیست حرفه ای بوسنیایی است که به عنوان هافبک تهاجمی در باشگاه تورینو سری A، به صورت قرضی از دینامو زاگرب و تیم ملی بوسنی و هرزگوین بازی می‌کند.
گوجاک پیش از پیوستن به دینامو زاگرب در ۲۰۱۵ فعالیت حرفه ای خود را در المپیک آغاز کرد و در سال ۲۰۲۰، او به تورینو قرض داده شد.
گوجاک، بازیکن سابق بین‌المللی جوانان برای بوسنی و هرزگوین، اولین بازی ملی خود را در سال ۲۰۱۸ انجام داد و از آن زمان ۱۵ بازی ملی کسب کرد.

## حرفه باشگاهی
گوجاک قبل از پیوستن به آکادمی جوانان باشگاه زادگاه خود، ژلیزنیچار، در سال ۲۰۰۹ فوتبال را در یک باشگاه محلی شروع کرد.
در ژانویه ۲۰۱۴، او به المپیک نقل مکان کرد. او در اول مارس در ۱۷ سالگی اولین بازی حرفه ای خود را مقابل وله انجام داد. در ۱۵ مارس، او اولین گل حرفه ای خود را مقابل رودار پریژدور به ثمر رساند، که باعث پیروزی تیمش شد.

### دینامو زاگرب
در ۱۲ مه ۲۰۱۴، گوجاک با پرداخت هزینه نامعلومی به تیم کرواسی دینامو زاگرب منتقل شد. او اولین بازی رسمی خود را برای این تیم در بازی جام کرواسی مقابل ایسترا ۱۹۶۱ در ۳ مارس ۲۰۱۵ انجام داد. سه هفته بعد، او اولین بازی خود را در لیگ مقابل همان حریف انجام داد. گوجاک اولین جام خود را با این باشگاه در ۲ مه ۲۰۱۵ به دست آورد، زمانی که آنها قهرمان لیگ شدند. او در ۱۴ مه ۲۰۱۶ اولین گل خود را برای دینامو زاگرب مقابل لوکوموتیوا به ثمر رساند. در ۱۵ سپتامبر، ۱۹ سالگی، گوجاک در لیگ قهرمانان یوفا مقابل لیون برای اولین بار حضور یافت.
در مارس ۲۰۱۷، وی قرارداد خود را تا ژوئن ۲۰۲۲ تمدید کرد. در ۲۹ آوریل، او چهار پیروزی در خانه مقابل سیبالیا به ثمر رساند.
گوجاک در ۲۶ مه ۲۰۱۹ صدمین بازی خود را برای دینامو زاگرب برابر بزرگترین رقبای هادوک اسپلیت انجام داد.
در ۱۳ ژوئیه، او در بازی سوپرجام کرواسی ۲۰۱۹ مقابل ریژکا، تنها گل را به ثمر رساند و جام باشگاه خود را تضمین کرد.

### تورینو
در اکتبر ۲۰۲۰، گوجاک تا پایان فصل با شرط خرید اجباری پس از تحقق برخی شرایط، به تیم ایتالیایی تورینو قرض داده شد. او اولین بازی رقابتی خود را برای این باشگاه در بازی کوپا ایتالیا برابر لچه در ۲۸ اکتبر انجام داد. یک هفته بعد، او در پیروزی برابر جنوا اولین بازی خود را در لیگ انجام داد.

## شغل بین‌المللی
گوجاک نماینده بوسنی و هرزگوین در تمام سطوح جوانان بود.
در مارس ۲۰۱۷، او اولین دعوت خود را برای بازی در لیگ بزرگسالان با جبل الطارق و آلبانی دریافت کرد اما برای اولین بار در بازی لیگ ملت‌های UEFA مقابل اتریش مجبور شد تا ۱۵ نوامبر ۲۰۱۸ صبر کند.
در ۵ سپتامبر ۲۰۱۹، گوجاک در مقدماتی یوفا در مقدماتی یورو ۲۰۲۰ برابر لیختن اشتاین، اولین گل بین‌المللی خود را در رده بزرگسالان به ثمر رساند.

## آمار شغلی

### باشگاه
تا تاریخ match played ۸ نوامبر ۲۰۲۰

### بین‌المللی
تا تاریخ match played 1۴ اکتبر ۲۰۲۰

### اهداف بین‌المللی
اولین امتیازات و نتایج لیست گل بوسنی و هرزگوین است.

## افتخارات
دینامو زاگرب